# ジョージ・マーフィ
ジョージ・ロイド・マーフィ（George Lloyd Murphy、1902年7月4日 - 1992年5月3日）は、アメリカ合衆国の俳優・政治家である。
1930年から1952年まで、ハリウッドの多くのミュージカル映画で主役を演じた。1944年から1946年まで映画俳優組合代表を務め、1951年にアカデミー名誉賞を受賞した。1965年から1971年までカリフォルニア州選出上院議員を務めた。

## 若年期
マーフィはコネチカット州ニューヘイブンで1902年7月4日に生まれた。父は陸上競技指導者のマイク・マーフィ(Mike Murphy)、母はノラ・ロング(Nora Long)である。地元ニューヘイブンのプレップスクールを卒業し、地元のイェール大学に入学した。

## キャリア

### 映画

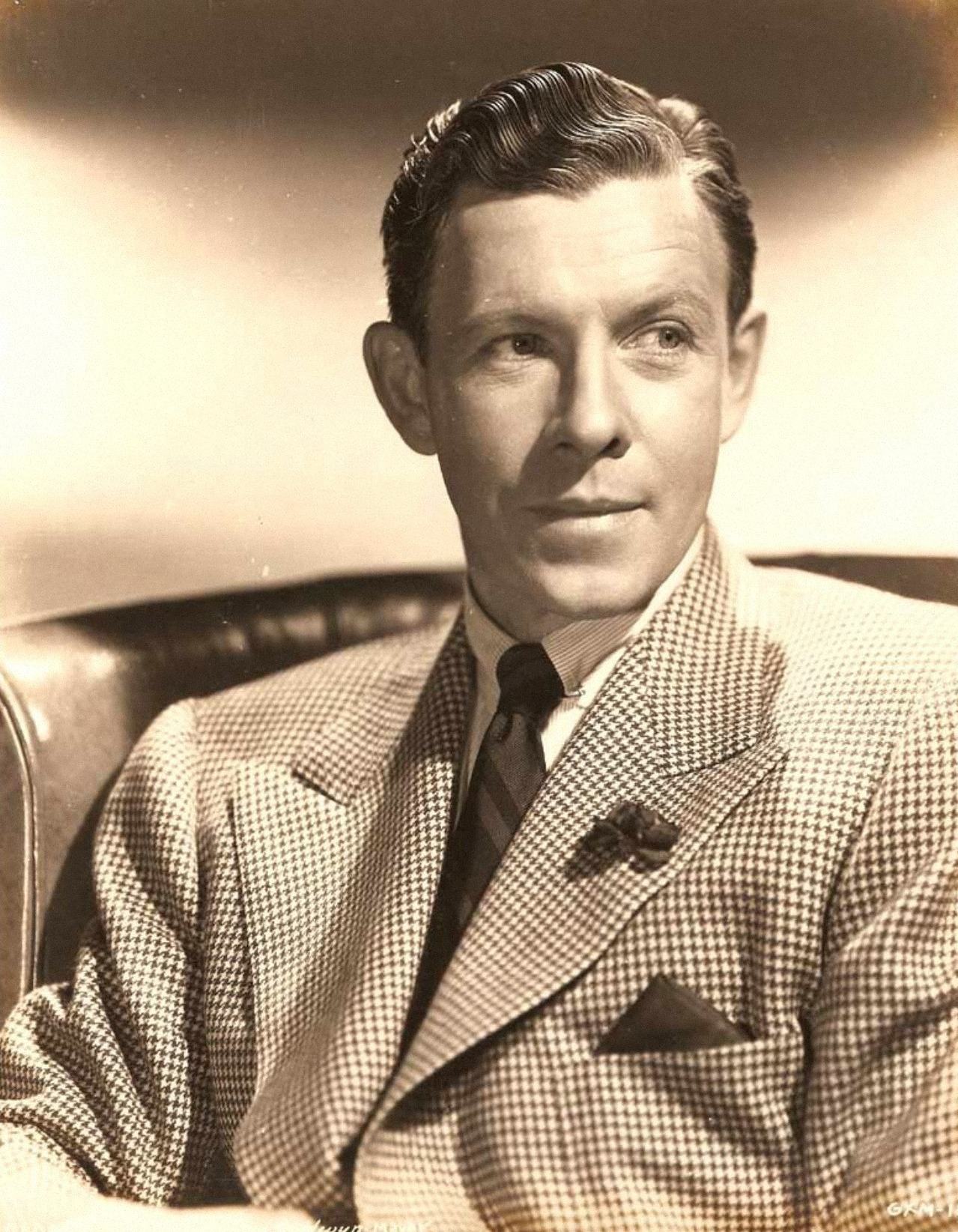
俳優のときのマーフィ（1930年頃）

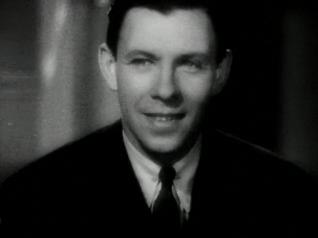
"London by Night"（1937年）にて

サイレント映画に替わってトーキーが登場したばかりの1930年に映画デビューした。マーフィは「歌と踊りの名手」として知られ、『踊る不夜城（1937年）、『踊るニュウ・ヨーク』（1940年）、『フォー・ミー・アンド・マイ・ギャル』（1942年）などのハリウッドの多くの大作ミュージカル映画で主演した。第二次世界大戦中には戦場のアメリカ軍兵士の慰問活動を行った。1952年に50歳で俳優を引退した。
現役中にアカデミー賞の各部門賞にノミネートされたことはなかったが、1951年にアカデミー名誉賞を受賞した。1951年3月14日、アメリカ映画編集者協会が開催したアカデミー賞の映像編集部門のノミネート者を称える初の晩餐会の司会を務めた。この晩餐会は後にエディ賞に発展した。
1944年から1946年まで映画俳優組合の代表を務めた。また、デシル・プロダクションやテクニカラーのヴァイスプレジデントを務めた。

### 政治

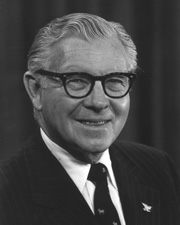
上院議員のときのマーフィ

マーフィは1952年にカリフォルニア共和党に入党した。1953年のドワイト・D・アイゼンハワー大統領の就任式では、その後の余興の演出を行った。
1964年7月30日、カリフォルニア州選出上院議員クレール・エングルが任期を5か月残して死去し、カリフォルニア州のパット・ブラウン知事は民主党のピエール・サリンジャーをエングルの残任期間を務める後任の議員に指名した。同年に行われた次の上院議員を選ぶ選挙にマーフィが出馬し、サリンジャーを破って当選した。マーフィは1965年1月1日から1971年1月1日までの1期6年間上院議員を務めた。前任者のサリンジャーは、マーフィを年功序列で上位に立たせるために、任期満了の2日前である1月1日に辞任した。ブラウン州知事の指名により、マーフィはサリンジャーの残任期間の2日間を務めた。なお、マーフィが上院議員を退任するときも、これに倣って任期満了の2日前に辞任しており、さらに後任のジョン・V・タニーもこれに倣っている。
俳優として知名度のあったマーフィは、他の多くの共和党候補者から選挙応援の要請を受けた。1966年には、ボー・キャラウェイ上院議員のジョージア州知事選挙出馬の資金集めのためのパーティーを主催した。選挙ではキャラウェイの票がわずかに上回ったものの過半数には達せず、州議会での投票により民主党のレスター・マドックスが州知事に選出された。
1967年と1968年には全米共和党上院委員会の議長を務めた。マーフィは、投票における一切の人種差別を禁止する1965年の投票権法、アフリカ系アメリカ人初となるサーグッド・マーシャルの合衆国最高裁判所判事就任の承認、1968年の公民権法に賛成した。
上院議員の任期中に喉頭癌を発症して喉頭の一部を切除し、これ以降、ささやき声でしか話せなくなった。
1970年、マーフィは再選を目指して出馬し、民主党の下院議員ジョン・V・タニー（プロボクサーのジーン・タニーの息子）が対抗馬となった。マーフィが大声を出せなかったことに加え、ベトナム戦争への支持を表明したことや、議員就任後もテクニカラー社から給与を受け取っていたという報道が影響し、マーフィは落選した。1972年の映画『候補者ビル・マッケイ』の主人公は、この選挙戦におけるタニーをモデルとしていると言われている。

## 私生活と死去
マーフィは1926年12月18日に、社交ダンスのパートナーだったジュリエット（ジュリー）・ヘンケル＝ジョンソンと結婚した。ジュリーとの間には、デニス・マイケル・マーフィとメリッサ・エレイン・マーフィという2人の子供がいた。ジュリーとは1973年に死別した。
その後、1982年にベット・ブランディと再婚した。
晩年はフロリダ州パームビーチに住み、1992年5月3日に89歳で死去した。

## 遺産
映画業界での功績を称えて、ハリウッド・ウォーク・オブ・フェームのヴァイン・ストリート1601番地にはマーフィの星が設置されている。上院議員経験者でハリウッド・ウォーク・オブ・フェームに星が設置されているのは、マーフィが唯一である。
1954年11月8日には、グローマンズ・チャイニーズ・シアターの前庭「フォーコート・オブ・ザ・スターズ」にマーフィの手型・足型を刻んだセメントタイルが設置された。
マーフィが俳優からカリフォルニア州の政界に進出したことで、その後のロナルド・レーガンやアーノルド・シュワルツェネッガーが政界に進む道が開かれた。レーガンは、マーフィは自分にとっての「洗礼者ヨハネ」だと語っていた。
他の共和党員の政治家は、資金集めパーティーでのマーフィのスピーチ能力を高く評価し、全米共和党上院委員会議長への就任を支持した。
マーフィは、議会の自分の席の引き出しにキャンディーを常備し、自分が食べるだけでなく、ほかの議員にもあげていた。マーフィの任期が終わって議会を去った後、この役目をほかの議員が引き継ぎ、「キャンディ・デスク」という上院の伝統となった。
トム・レーラーはアルバム"That Was the Year That Was"に「ジョージ・マーフィ」という曲を収録した。これは、アメリカで働くメキシコ人についてのマーフィの発言を批判したものである。

## 出演歴

### 映画
| 年   | 作品名                                               | 役名                         | 備考           |
| ---- | ---------------------------------------------------- | ---------------------------- | -------------- |
| 1934 | 百万ドル小僧 Kid Millions                            | Jerry Lane                   |                |
| 1934 | Jealousy                                             | Larry O'Roarke               |                |
| 1935 | I'll Love You Always                                 | Carl Brent                   |                |
| 1935 | After the Dance                                      | Jerry Davis                  |                |
| 1935 | 深夜の大都会 The Public Menace                       | Edward Joseph 'Red' Foster   |                |
| 1936 | 女の罠 Woman Trap                                    | Keat Shevlin                 |                |
| 1937 | 明朗色時代 Top of the Town                           | Ted Lane                     |                |
| 1937 | London by Night                                      | Michael Denis                |                |
| 1937 | 踊る不夜城 Broadway Melody of 1938                   | Sonny Ledford                |                |
| 1937 | The Women Men Marry                                  | Bill Raeburn                 |                |
| 1937 | スイングの女王 You're a Sweetheart                   | Hal Adams                    |                |
| 1938 | 天晴れテンプル Little Miss Broadway                  | Roger Wendling               |                |
| 1938 | 忘れがたみ Letter of Introduction                    | Barry Paige                  |                |
| 1938 | Hold That Co-ed                                      | Rusty                        |                |
| 1939 | Risky Business                                       | Dan Clifford                 |                |
| 1940 | 踊るニュウ・ヨーク Broadway Melody of 1940           | King Shaw                    |                |
| 1940 | Two Girls on Broadway                                | Eddie Kerns                  |                |
| 1940 | Public Deb No. 1                                     | Alan Blake                   |                |
| 1940 | リトル・ネリー・ケリー Little Nellie Kelly           | Jerry Kelly                  |                |
| 1941 | A Girl, a Guy, and a Gob                             | Coffee Cup                   |                |
| 1941 | 愛の鐘はキッスで鳴った Tom, Dick and Harry           | Tom                          |                |
| 1941 | Ringside Maisie                                      | Skeets Maguire               |                |
| 1941 | Rise and Shine                                       | Mo McGonigle                 |                |
| 1942 | The Mayor of 44th Street                             | Joe Jonathan                 |                |
| 1942 | フォー・ミー・アンド・マイ・ギャル For Me and My Gal | Mo K. Metcalf                |                |
| 1942 | Uボート撃滅 The Navy Comes Through                   | Lt. Thomas L. 'Tom' Sands    |                |
| 1943 | The Powers Girl                                      | Jerry Hendricks              |                |
| 1943 | バターン特命隊 Bataan                                | Lieut. Steve Bentley         |                |
| 1943 | ロナルド・レーガンの陸軍中尉 This Is the Army        | Jerry Jones                  |                |
| 1944 | Broadway Rhythm                                      | Jonnie Demming               |                |
| 1944 | Show Business                                        | George Doane                 |                |
| 1944 | 芸人ホテル Step Lively                               | Gordon Miller                |                |
| 1945 | ハネムーン騒動 Having Wonderful Crime                | Jake Justus                  |                |
| 1946 | Up Goes Maisie                                       | Joseph Morton                |                |
| 1947 | The Arnelo Affair                                    | Theodore 'Ted' Parkson       |                |
| 1947 | Cynthia                                              | Larry Bishop                 |                |
| 1948 | Tenth Avenue Angel                                   | Steve Abbutt                 |                |
| 1948 | Big City                                             | Patrick O'Donnell            |                |
| 1949 | 国境事件 Border Incident                             | Jack Bearnes                 |                |
| 1949 | 戦場 Battleground                                    | 'Pop' Stazak                 |                |
| 1951 | No Questions Asked                                   | Inspector Matt Duggan        |                |
| 1951 | It's a Big Country                                   | Mr. Callaghan                |                |
| 1952 | Talk About a Stranger                                | Robert Fontaine Sr.          |                |
| 1952 | Walk East on Beacon                                  | Inspector James 'Jim' Belden |                |
| 1954 | Deep in My Heart                                     |                              | scenes deleted |

### ラジオドラマ
- Suspense (episode "Death on Highway 99" 1945)[16]
- Lux Radio Theatre (episode Royal Wedding 1952)[17]